# Bretteville-sur-Odon
 Bretteville-sur-Odon  es una población y comuna francesa, situada en la región de Baja Normandía, departamento de Calvados, en el distrito de Caen y cantón de Caen-1.

## Demografía
| 1232 | 2182 | 2466 | 3326 | 3623 | 3951 |
| Para los censos de 1962 a 1999 la población legal corresponde a la población sin duplicidades (Fuente: INSEE [Consultar]) |      |      |      |      |      |

Forma parte de la aglomeración urbana de Caen.